# Toulx-Sainte-Croix
Toulx-Sainte-Croix é uma comuna francesa localizada na região administrativa da Nova Aquitânia, no departamento de Creuse. Estende-se por uma área de 35,05 km². Em 2010 a comuna tinha 261 habitantes (densidade: 7,4 hab./km²).